# Checoslovaquia en los Juegos Olímpicos de Chamonix 1924
Checoslovaquia estuvo representada en los Juegos Olímpicos de Chamonix 1924 por un total de 27 deportistas que compitieron en 6 deportes.  
El portador de la bandera en la ceremonia de apertura fue el jugador de hockey sobre hielo Jaroslav Řezáč. El equipo olímpico checoslovaco no obtuvo ninguna medalla en estos Juegos.